# Santa Rosa do Tocantins
Santa Rosa do Tocantins est une municipalité brésilienne située dans l'État du Tocantins.